# Plectochorus longipropodeum
Plectochorus longipropodeum là một loài tò vò trong họ Ichneumonidae.